# Polyptyque d'Anchin
Le polyptyque d'Anchin, ou retable de la Trinité, est un retable polyptyque à volets mobiles peint vers 1510 par le peintre douaisien Jehan Bellegambe.

## Historique
Le polyptyque est commandé par Charles Coguin, trente-quatrième abbé de l'abbaye d'Anchin, vers 1508-1513. Il est peint pour l'essentiel à l'huile ; toutefois la restauration a permis de découvrir quelques zones peintes a tempera.
Transféré dans le trésor de l'abbaye, puis déplacé dans plusieurs églises de Douai, il est démembré et dispersé en 1803. En 1832, le docteur Escalier le reconstitue et le lègue en 1857 à Notre-Dame de Douai. En 1862, Alphonse Wauters, archiviste à Bruxelles, découvre dans la Bibliothèque royale de cette ville un manuscrit daté de 1601 qui permet d'attribuer la réalisation du polyptyque à Jehan Bellegambe.
Le retable est déposé au musée de Douai à la fin de la Première Guerre mondiale.
Le retable a connu une campagne de restauration de 2001 à 2006, qui a permis de nettoyer la couche picturale, de dépoussiérer et renforcer les revers et de combler les craquelures.

## Description et programme théologique

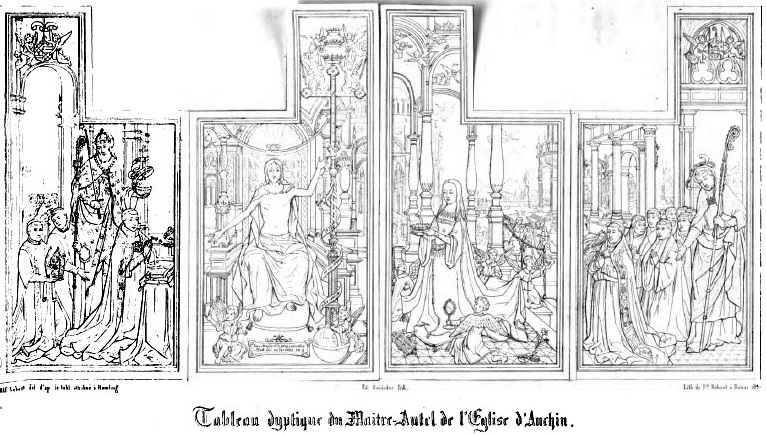
Le polyptyque en position fermée, dessiné en 1852

Le polyptyque d'Anchin comprend neuf panneaux peints. Cinq panneaux sont fixes, tandis que quatre sont disposés sur les deux faces de deux volets mobiles, conçus de manière à pivoter sur des charnières pour ouvrir ou fermer le retable. Les charnières sont placées d'une part sur le montant séparant le panneau  de l'abbé Coguin de celui de la Vierge, d'autre part sur le montant séparant le panneau de saint Jean-Baptiste de celui du prieur, ces panneaux étant donc alternativement exposés ou masqués selon la position des volets.
Le retable déploie un important programme théologique à travers plus de 250 personnages, dont la complexité s'adressait sans doute aux moines de l'abbaye plus qu'aux fidèles d'ailleurs placés trop loin dans l'église pour pouvoir le déchiffrer.

### Le retable ouvert
En position ouverte, le retable présente en son centre la Trinité sur un fond architectural doré, adorée par le monde céleste.
De part et d'autre la Vierge Marie et saint Jean-Baptiste sont en prière, dans un décor unifié par la continuité du décor architectural doré.
Sur les panneaux externes, les apôtres à gauche, les premiers saints et martyrs (saint Étienne, sainte Catherine d'Alexandrie, sainte Barbe) à droite apportent le soutien de l'Église au dogme de la Trinité.

Le retable en position ouverte
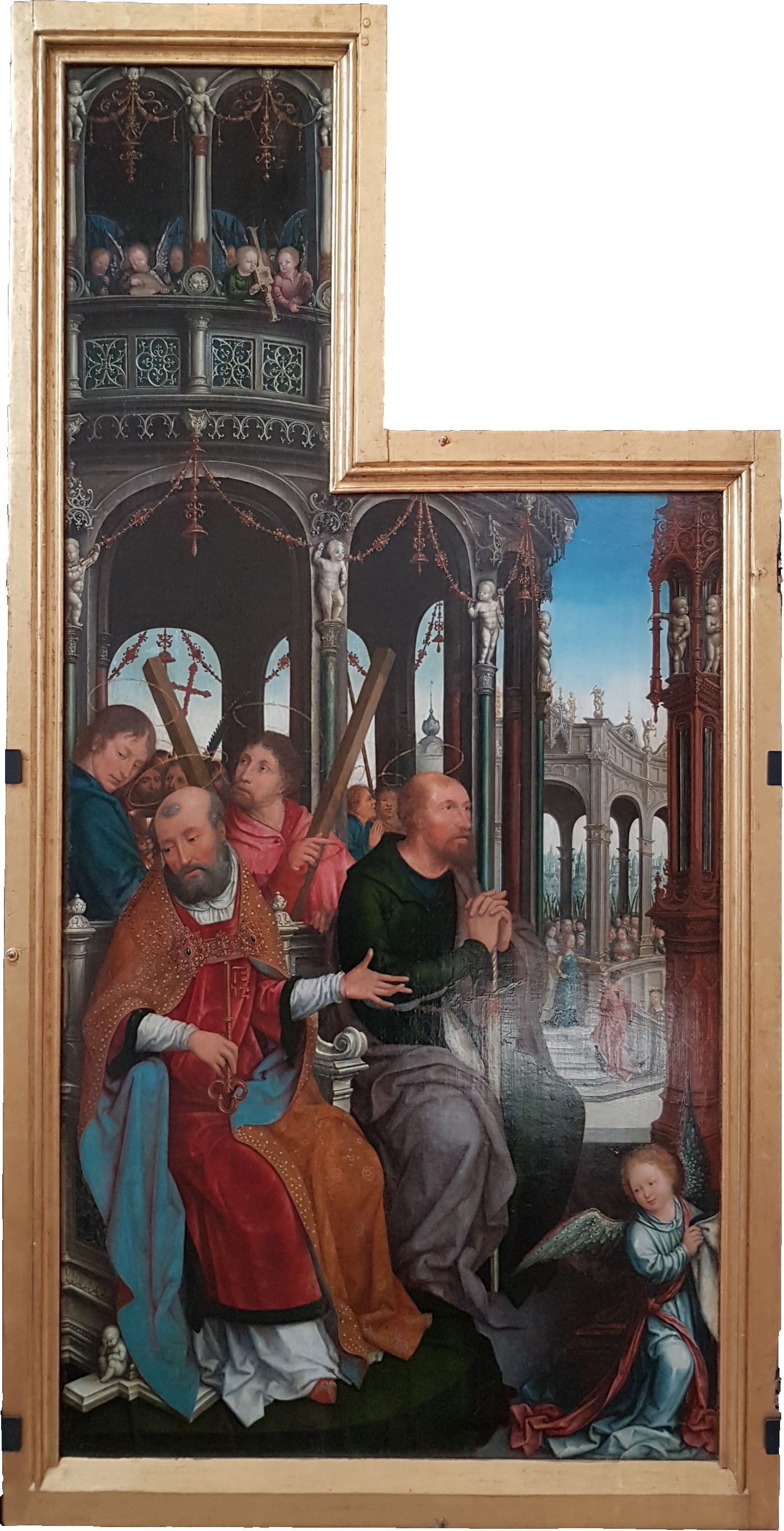
Les apôtres (volet mobile)
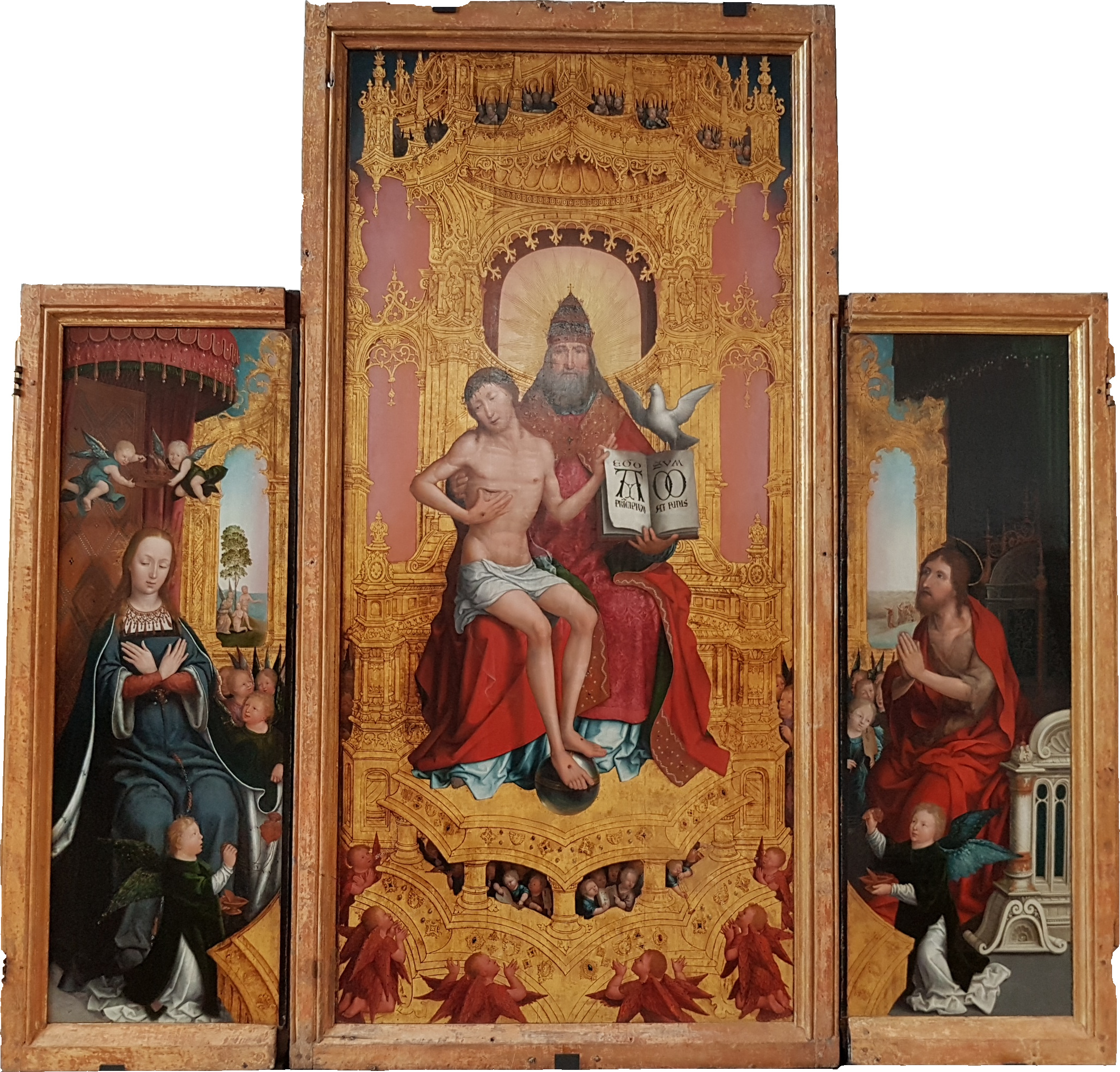
La Trinité, encadrée par Marie et Jean-Baptiste
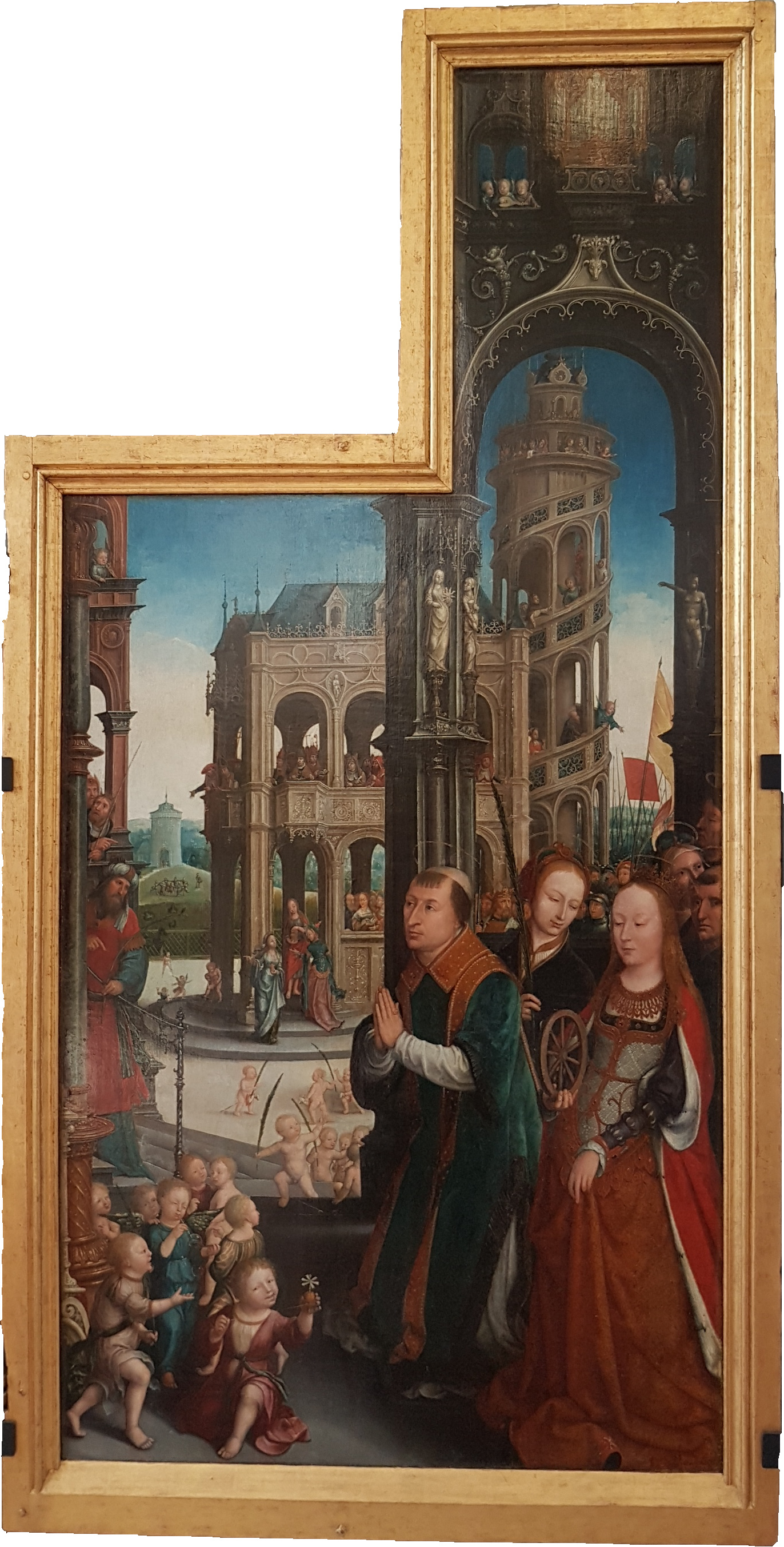
Les saints (volet mobile)

L'abbaye d'Anchin voue une dévotion particulière à la Trinité. Dieu porte les attributs du pape tandis que le Christ en homme de douleurs, les yeux ouverts, suscite la compassion ; la colombe de l'Esprit-Saint, dressée sur le Livre, complète la composition en triangle. La présence du retable sur l'autel permet d'y voir un message eucharistique, le Père offrant le corps de son Fils, mais aussi eschatologique avec les allusions au Jugement dernier. Ainsi les six anges agenouillés sur les marches du trône reprennent-ils des paroles de l'Apocalypse de Jean : « Saint, Saint, Saint, Seigneur Dieu Maître de tout, il était, il est et il vient » ; au centre, le Livre tenu par le Père est ouvert sur des paroles de la même Apocalypse : « je suis l'alpha et l'oméga ».
De part et d'autre de la Trinité, le retable réunit toute l'Église céleste : la Vierge Marie, saint Jean-Baptiste, les apôtres, les premiers saints et martyrs ainsi que certains des principaux personnages de l'Ancien Testament. On aperçoit, derrière Marie, le premier couple formé par Adam et Ève, et Moïse guidant les Hébreux derrière Jean. La présence de saint Pierre et de saint Paul, sur le panneau de gauche, met l'accent sur le rôle de l'Église. Dans le panneau de droite, devant les premiers saints et martyrs, sont présents les Saints Innocents se livrant à des jeux d'enfants, plus loin Moïse, Aaron et peut-être Samuel. À l'arrière-plan, la tour en spirale indique la montée degré après degré vers le salut. Les soldats symbolisent l'Église militante.

Le retable en position ouverte (détails)
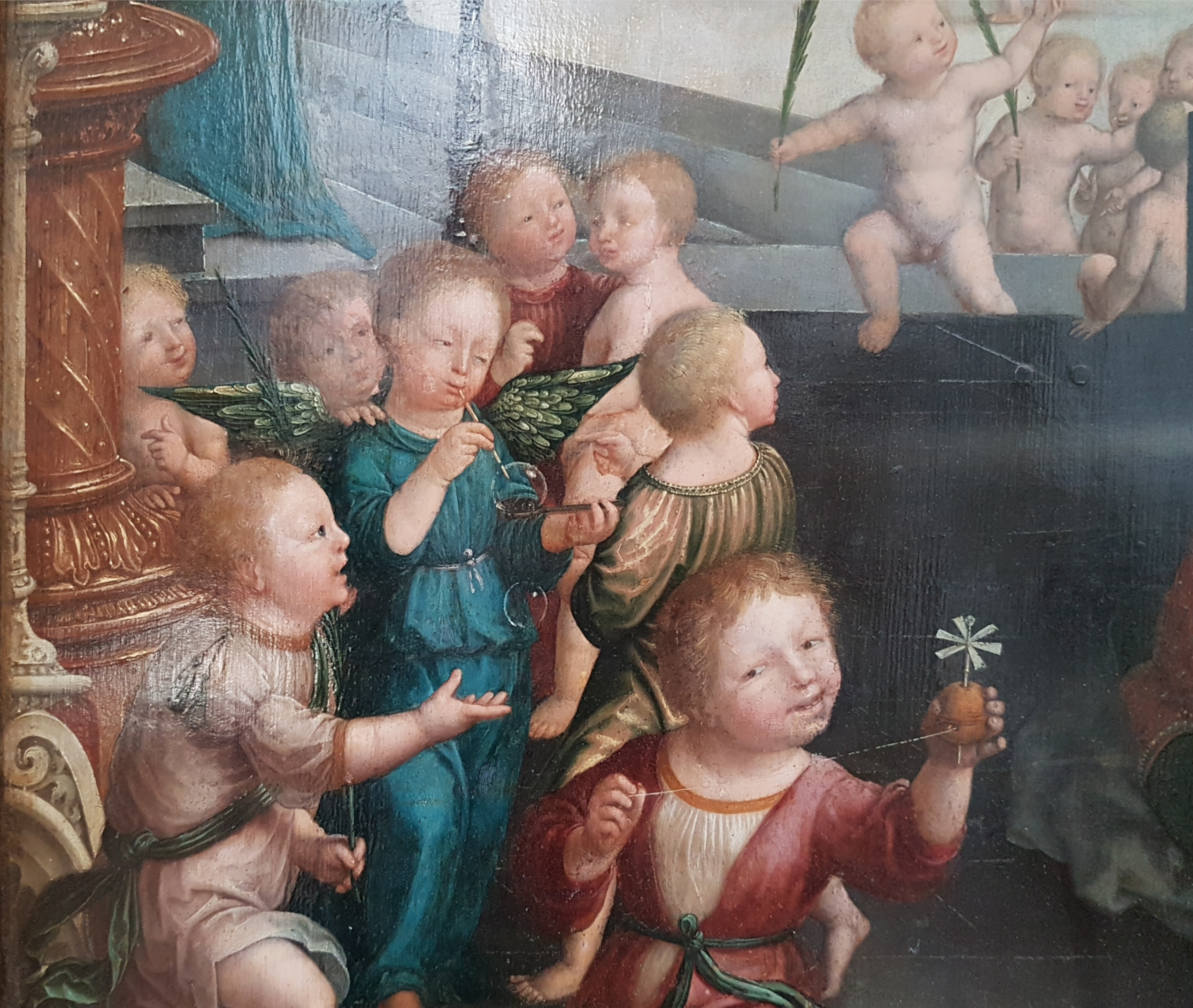
Les Saints Innocents et des anges
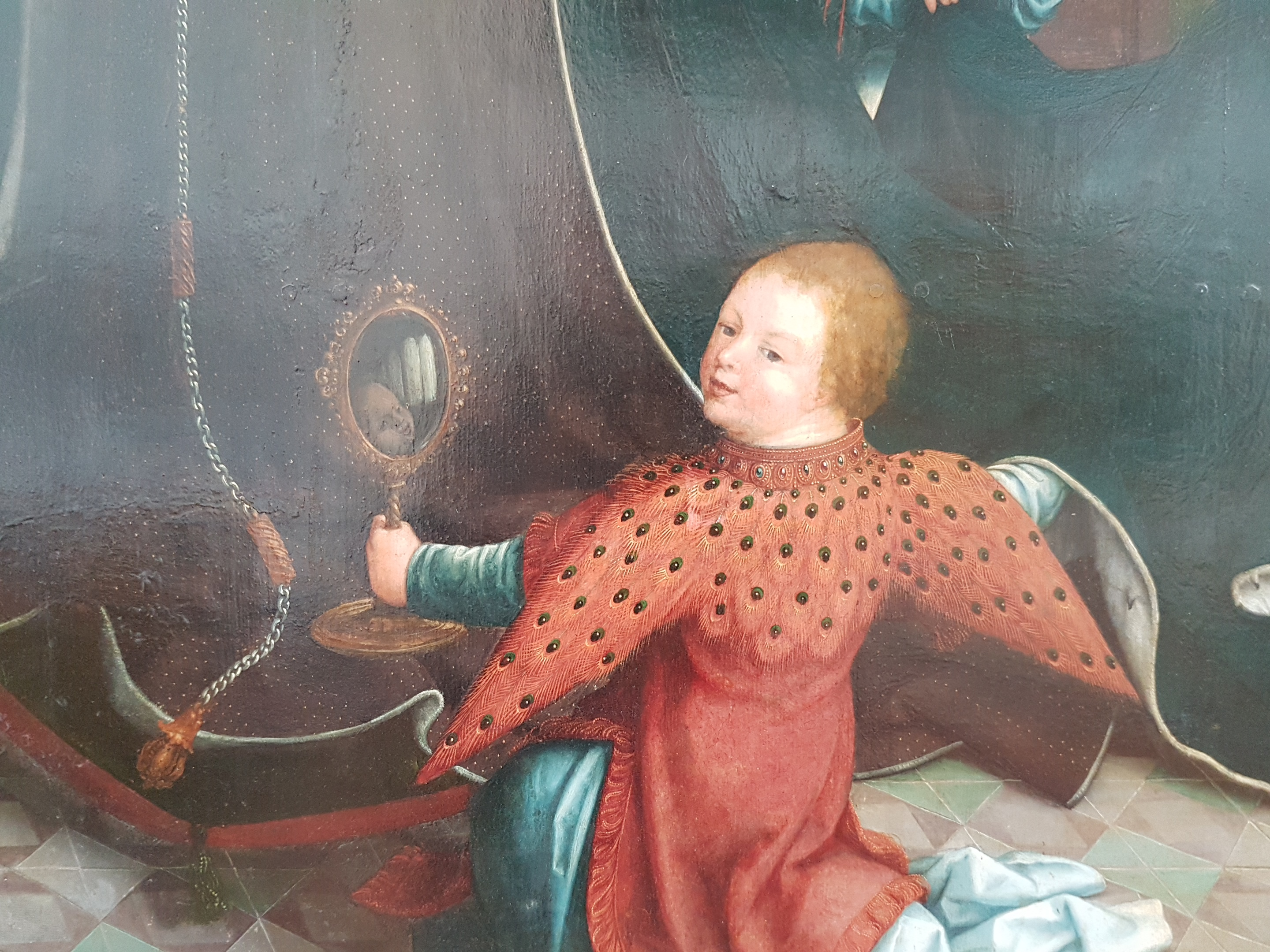
Le miroir sans tache, symbole de Marie
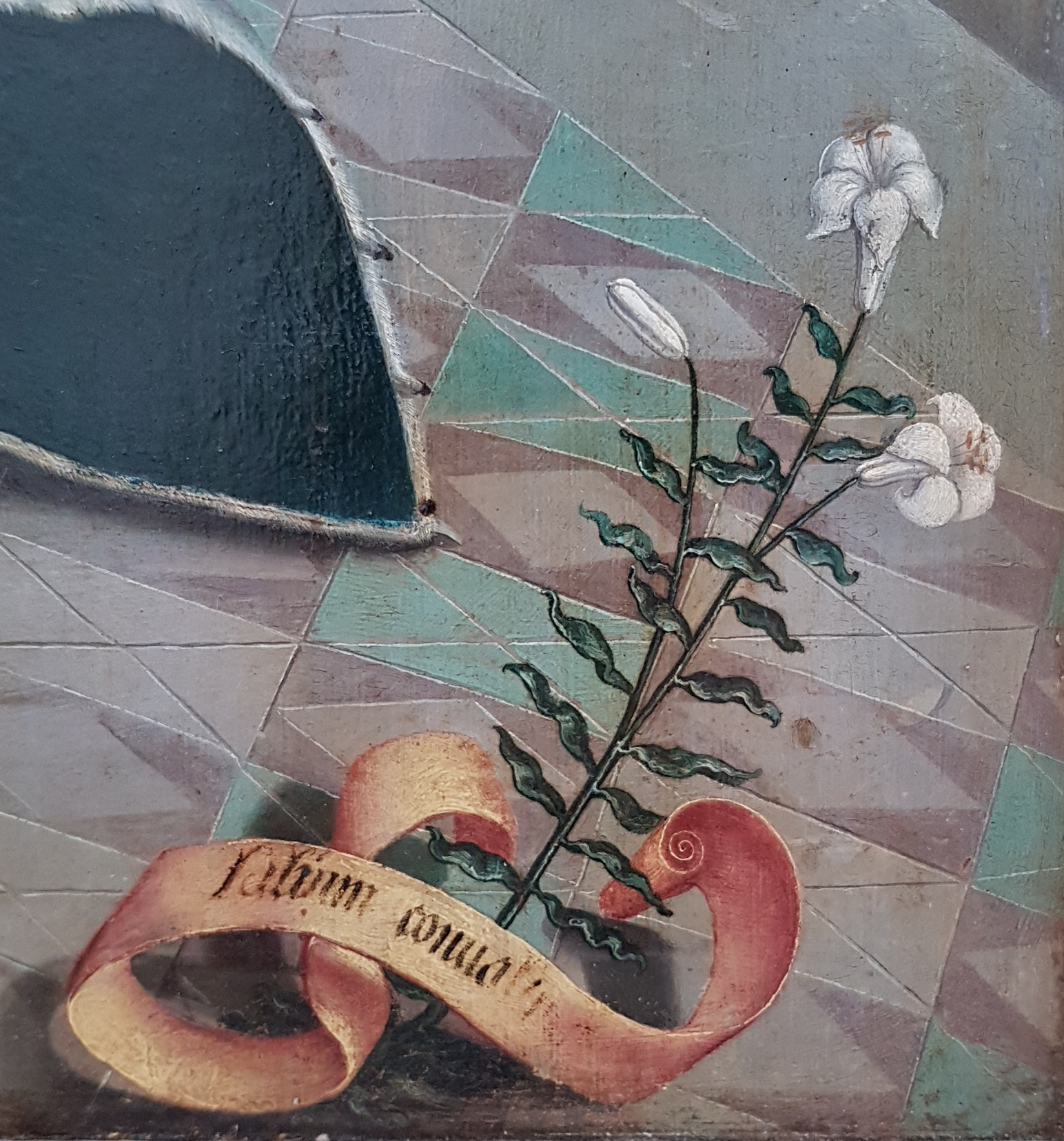
Le lis, symbole de la virginité de Marie

### Le retable fermé
En position fermée, le retable comprend quatre panneaux peints et représente la vénération de la Croix par le monde terrestre. 
Au centre à gauche, le Christ en gloire, face au spectateur, présente ses plaies et désigne de la main gauche la Croix. Au centre à droite, la Vierge lui présente une couronne.
Sur le panneau de gauche, l'abbé Coguin, agenouillé en prière, est présenté par son saint patron Charlemagne. Le Christ semble également désigner l'abbé de sa main droite. De manière symétrique à droite, le prieur de l'abbaye précède les moines présentés par saint Benoît.

Le retable en position fermée
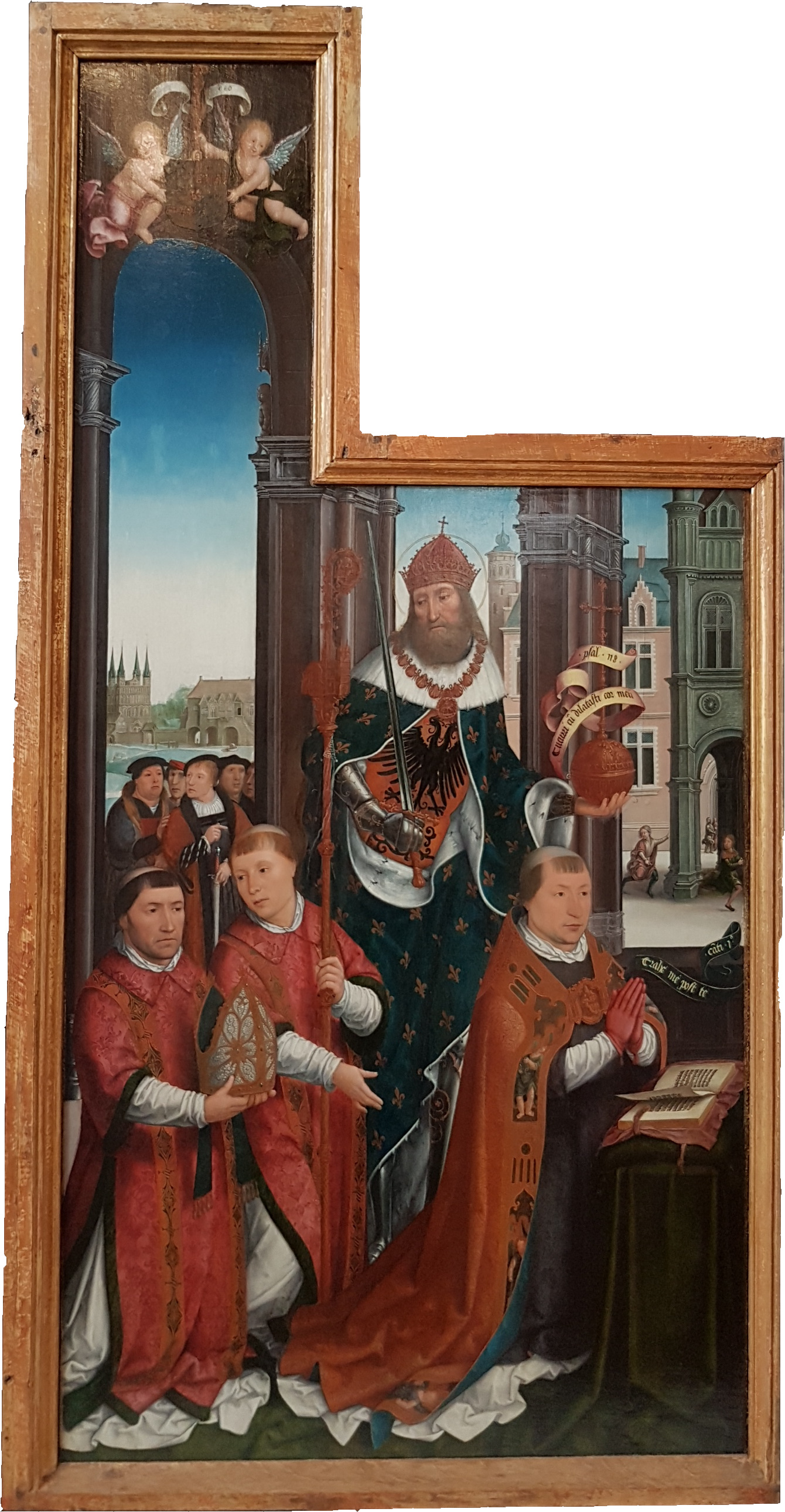
L'abbé Coguin et sa suite
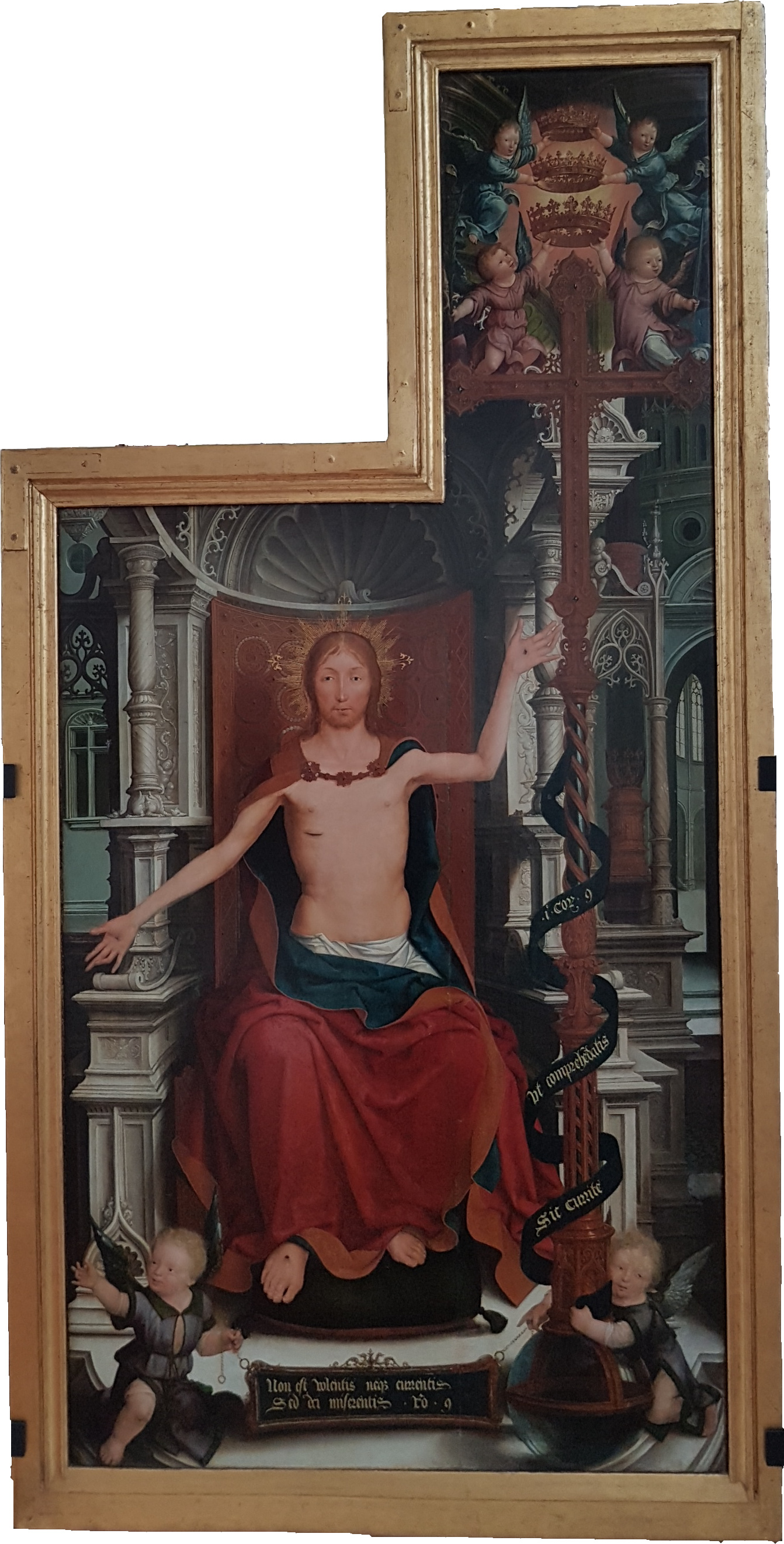
Le Christ en gloire (revers du panneau des apôtres)
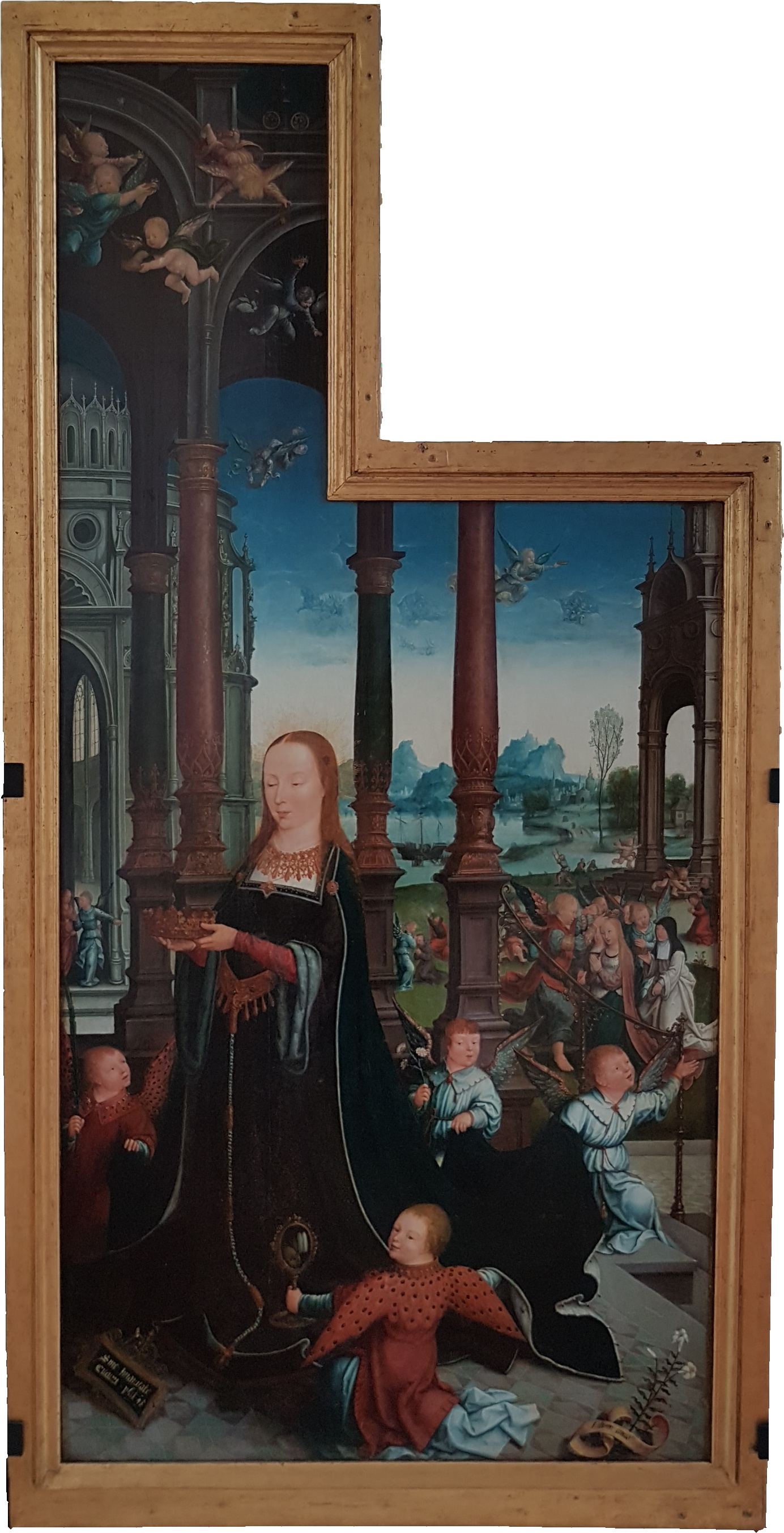
La Vierge (revers du panneau des saints)
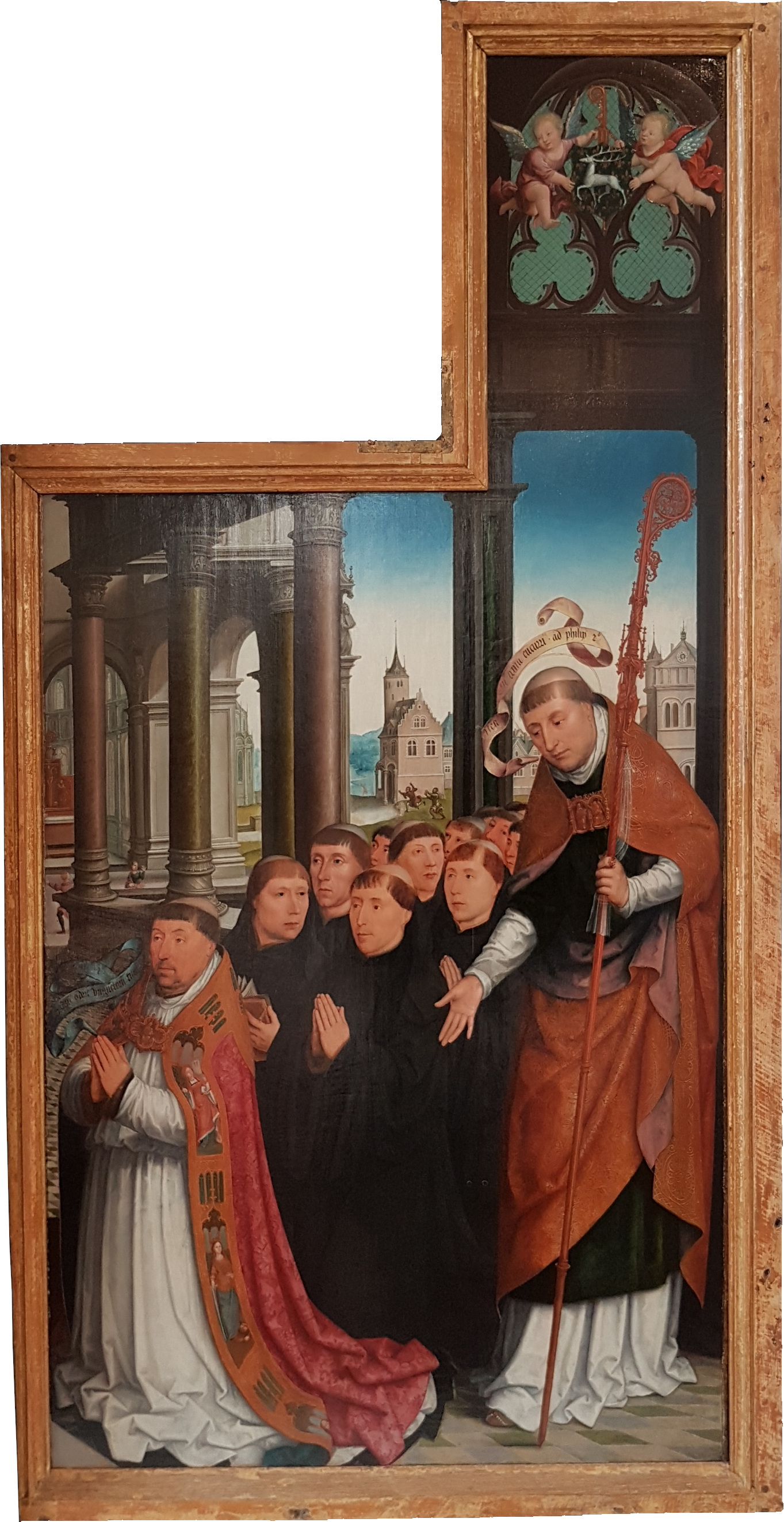
Le prieur et les moines

Le Christ et la Vierge y figurent les modèles à imiter dans le cadre de la vie terrestre, auxquels répondent les moines dirigés par l'abbé Coguin, commanditaire de l’œuvre. Il réunit les dimensions spirituelle et temporelle du christianisme avec l'Église à droite, à travers l'ordre de saint Benoît, et Charlemagne à gauche. 
La Vierge est entourée de symboles illustrant les métaphores illustrant couramment ses qualités, tels que le lis de la virginité, le miroir sans tache, la rose sans épines. L'abbé, dans une pose solennelle et présenté par Charlemagne devant les bâtiments de l'abbaye, montre sa puissance temporelle. Sept phylactères reprennent le thème de la course nécessaire pour se rapprocher du salut, à l'image des personnes qui courent dans tous les sens en arrière-plan des tableaux extérieurs. Les messages contenus dans les phylactères sont les suivants  :
- le Christ : Non est volentis, neque currentis, sed Dei miserentis. Ro. 9 (« Cela ne dépend donc ni de celui qui veut, ni de celui qui court ; mais de Dieu qui fait miséricorde. ») ;
- la Croix : Sic currite ut comprehendis. 1 Cor 9 (« Courez donc de telle sorte que vous remportiez (le prix). ») ;
- la Vierge : Sine iniquitate cucurri. Ps. 58 (« J’ai couru, et j’ai conduit tous mes pas sans injustice. ») ;
- l'abbé Coguin : Trahe me post te. Cant. 1 (« Entraînez-moi après vous. ») ;
- Charlemagne : Cucurri cum dilasti cor meum. Ps. 118 (« J’ai couru (dans la voie de vos commandements), lorsque vous avez élargi mon cœur. ») ;
- le prieur : In odore ungentorum tuorum. Cant. I (« (Nous courrons) à l’odeur de vos parfums », suite du phylactère de l'abbé) ;
- saint Benoît : Non in venum cucurri. ad. Philip. 2 (« N’ayant pas couru en vain... »).